# 3-broomthiofeen
3-broomthiofeen is een gebromeerde heterocyclische aromatische verbinding met als brutoformule C4H3BrS. In zuivere toestand is het een lichtbruine heldere vloeistof met een onaangename geur, die onoplosbaar is in water. 3-broomthiofeen wordt voornamelijk gebruikt in de organische synthese als uitgangsstof voor gesubstitueerde thiofenen.

## Synthese
3-broomthiofeen kan bereid worden uit 2,3,5-tribroomthiofeen, dat door directe bromering van thiofeen toegankelijk is, door middel van een debromering met zinkpoeder in azijnzuur:
3-broomthiofeen kan ook gevormd worden door isomerisatie van 2-broomthiofeen met behulp van natriumamide in vloeibare ammoniak:

## Toxicologie en veiligheid
3-broomthiofeen is een ontvlambare vloeistof. Ze kan worden opgenomen via de huid en is zeer giftig. De stof werkt irriterend op de huid en de ogen. Inhalatie van de dampen kan irritatie van de luchtwegen, kortademigheid en longoedeem veroorzaken. Langdurige of herhaalde blootstelling aan de vloeistof of de dampen van 3-broomthiofeen kan de dood tot gevolg hebben.
3-broomthiofeen reageert hevig met oxidatoren, reductoren en sterke basen. Daarbij kan brand ontstaan. Bij de verbranding of ontleding ontstaan toxische gassen, waaronder koolstofmonoxide, waterstofbromide, waterstofsulfide en zwaveldioxide.